# Björn Widegren
Björn Gustaf Widegren, född 20 mars 1909 i Stockholm, död 2 juli 1994, var en svensk jurist som var lagman i Södertälje tingsrätt från 1971 till 1976.
Widegren blev juris kandidat vid Stockholms högskola 1932 och genomförde sin tingstjänstgöring 1932-1935 innan han blev fiskal i Göta hovrätt 1935. Han blev hovrättsråd i hovrätten för Västra Sverige 1949, borgmästare i Södertälje stad 1953 och var lagman i Södertälje tingsrätt 1971-1976.
Widegren var son till filosofie kandidat Pehr Widegren och hans maka Lisa, född Odéen. Han var gift från 1937 med Gull, gymnastikdirektör, född Schiöler 1910.